# Sockenklammer

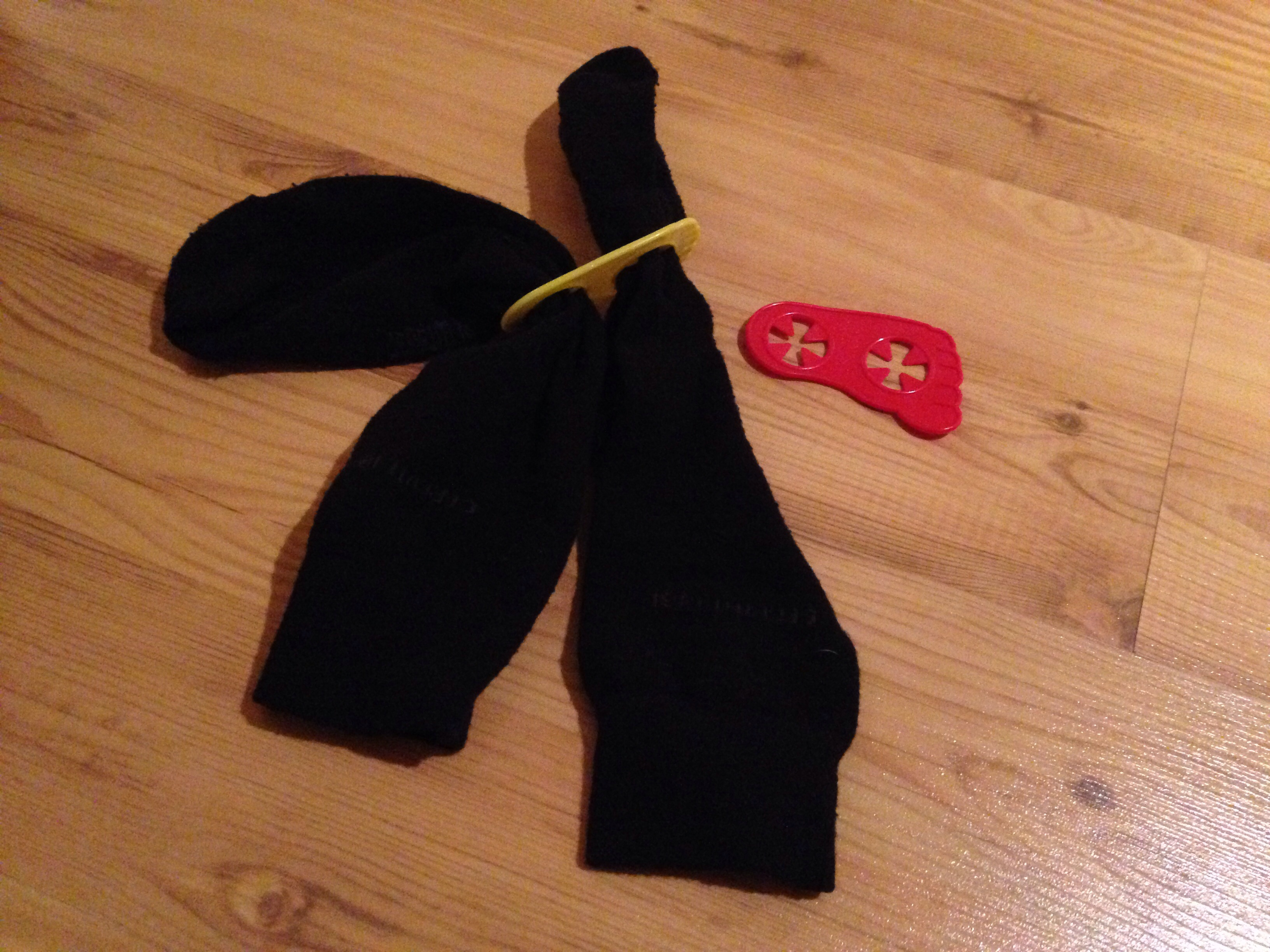
Sockenklammern – solo und im Einsatz

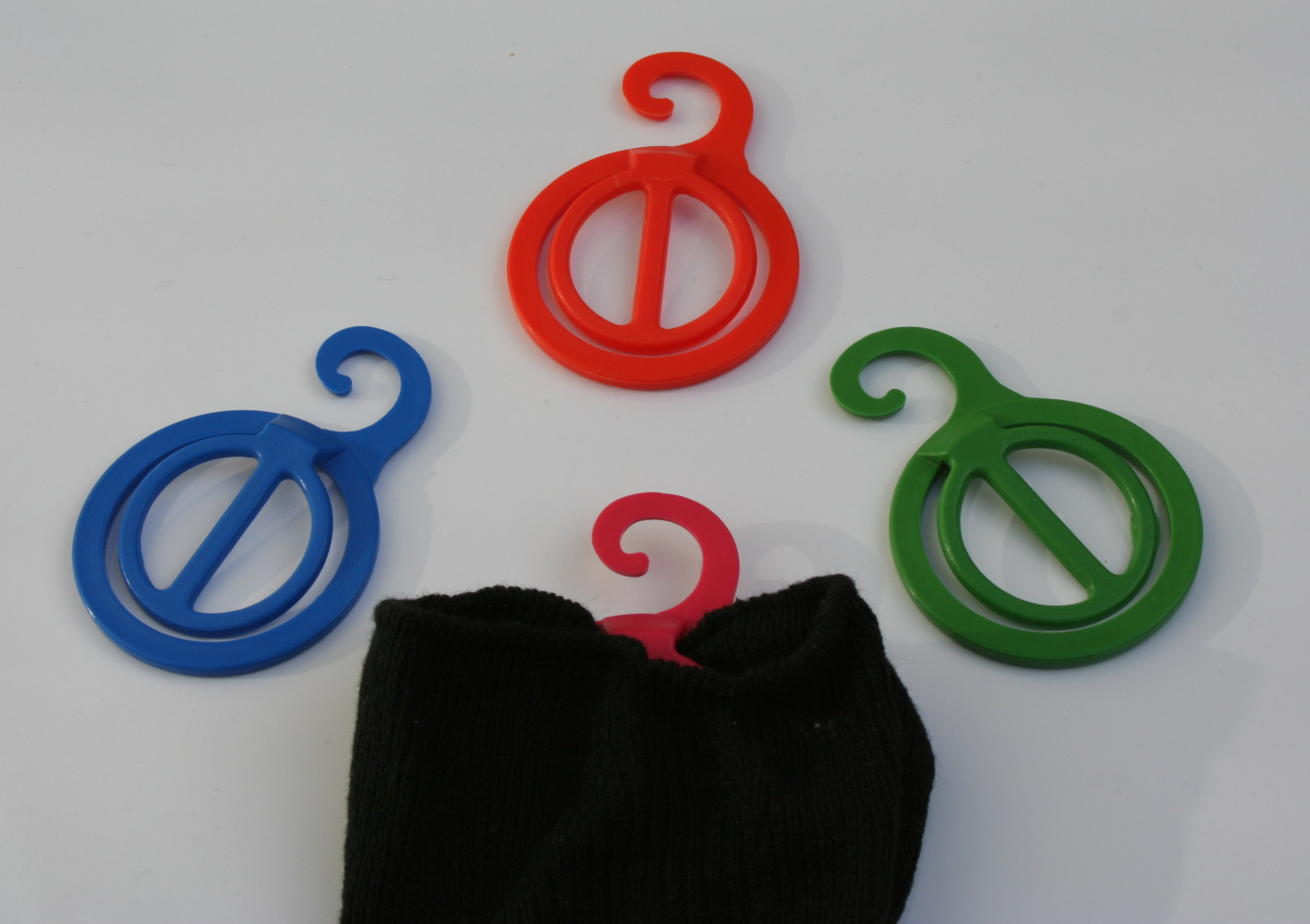
Andere Form der Sockenklammer

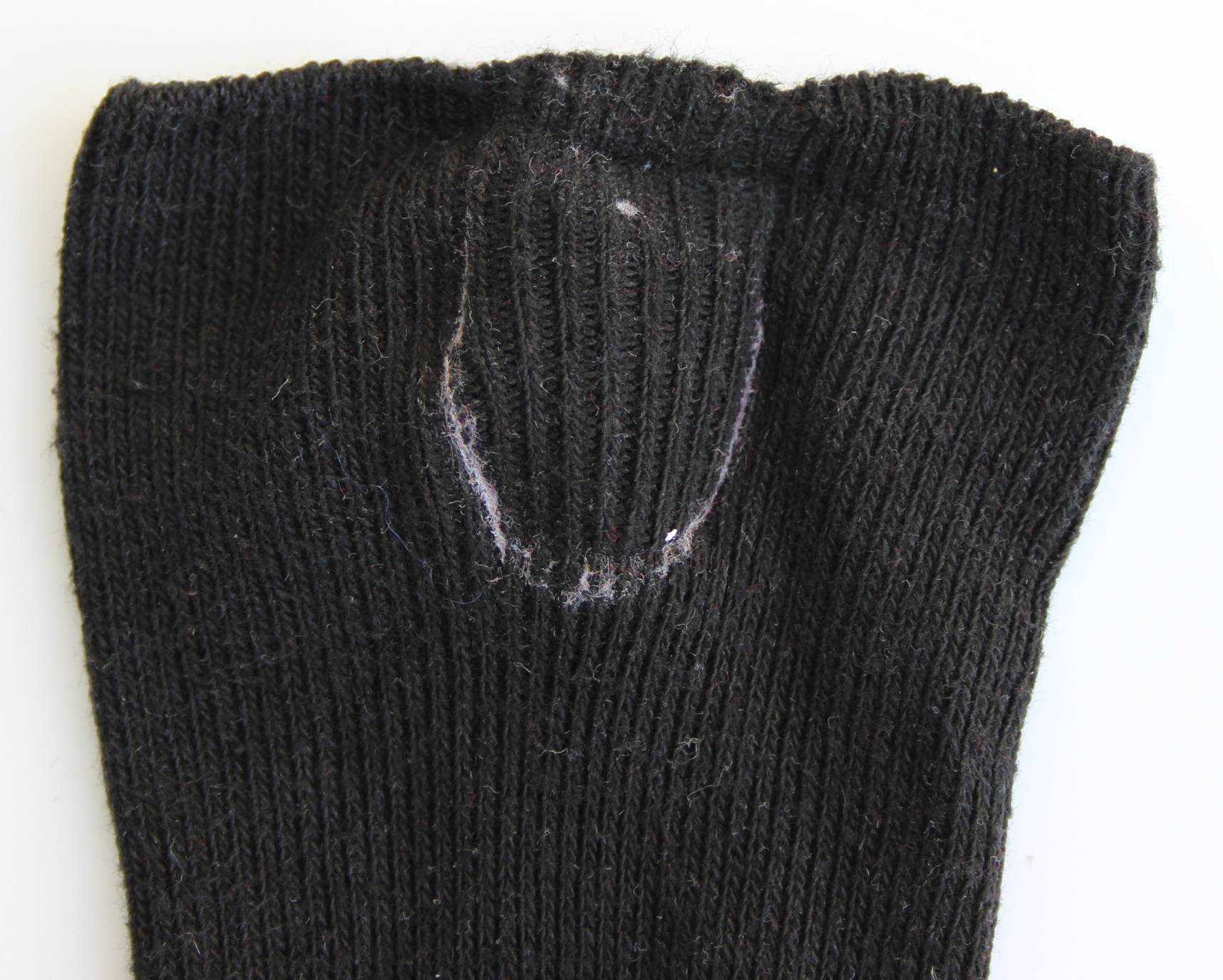
Socke mit Waschpulver-Rückstand

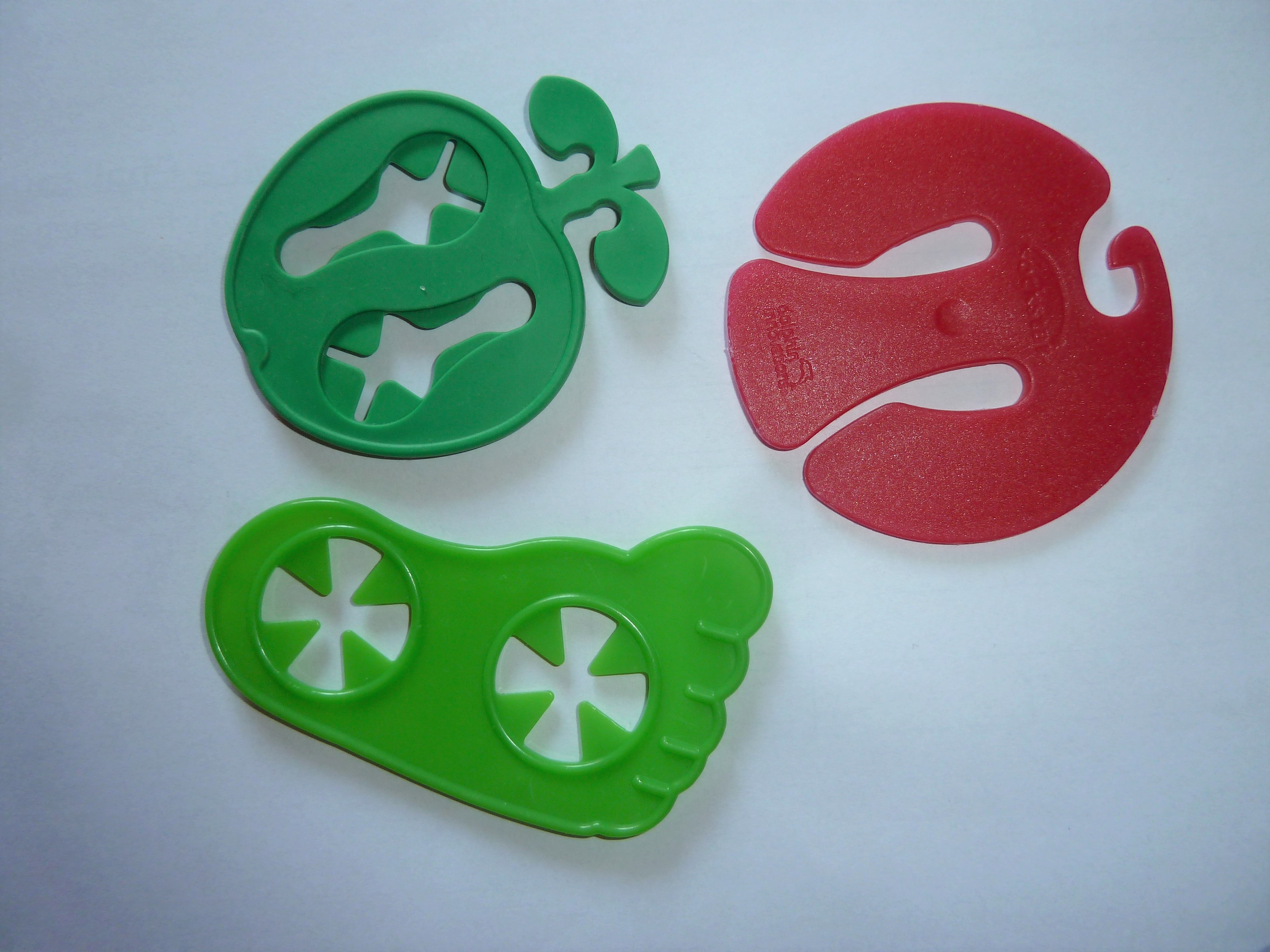
Verschiedene Varianten von Sockenklammern

Eine Sockenklammer, manchmal auch Sockenring, Sockensammler  oder Sockenclip genannt, ist ein kleiner Helfer aus Kunststoff, der das paarweise Sortieren von Strümpfen und Socken nach der Wäsche erleichtert. Jeweils ein Paar zusammengehörende Socken werden mit einer Sockenklammer zusammengefügt und mit ihr in die Waschmaschine gegeben. Nach der Wäsche lassen sich die Socken paarweise entnehmen und mit der Sockenklammer zum Trocknen aufhängen, oder im Wäschetrockner trocknen. Zum Aufhängen eignen sich die Sockenklammern mit Haken.
Es gibt verschiedene Modelle: Manche Klammern fügen die Socken zusammen (siehe Abbildung), bei anderen Bauarten werden beide Socken durch die kreuzförmige, durch Flügel flexible, Öffnung des Kunststoffteiles geschoben.
Eine gute Sockenklammer bedeckt nur einen kleinen Teil der Socke, was ein gleichmäßiges Trocknen gewährleistet. Überdies sind gute Klammern möglichst aus einem Stück, im besten Fall aus Kunststoff, und haben keine metallischen Federn oder ähnliche Bestandteile, welche die Pumpe in Waschmaschinen beschädigen können.

## Nachteile
Liegt die Klammer zu eng an (wenn zum Beispiel die Socken zu dick sind oder vier statt zwei Lagen eingeklemmt wurden), bleiben nach den Trocknen unter der Klammer angetrocknete Reste von Waschmittel.
Liegt die Klammer nicht eng genug an (bei dünnen Söckchen), dann lösen sich die Socken während des Waschvorgangs aus der Klammer.